# Urok istorii
Urok istorii (russisk: Урок истории) er en sovjetisk-bulgarsk spillefilm fra 1957 af Leo Arnsjtam.

## Medvirkende
- Stefan Savov – Georgij Dimitrov
- Tzvetana Arnaudova – Paraskeva Dimitrova
- Ivan Tonev – Stefcho
- Gennadij Judin – Heinrich Lange
- Borja Burljaev – Vili Lange